# Konwent Cysterek w Ołoboku

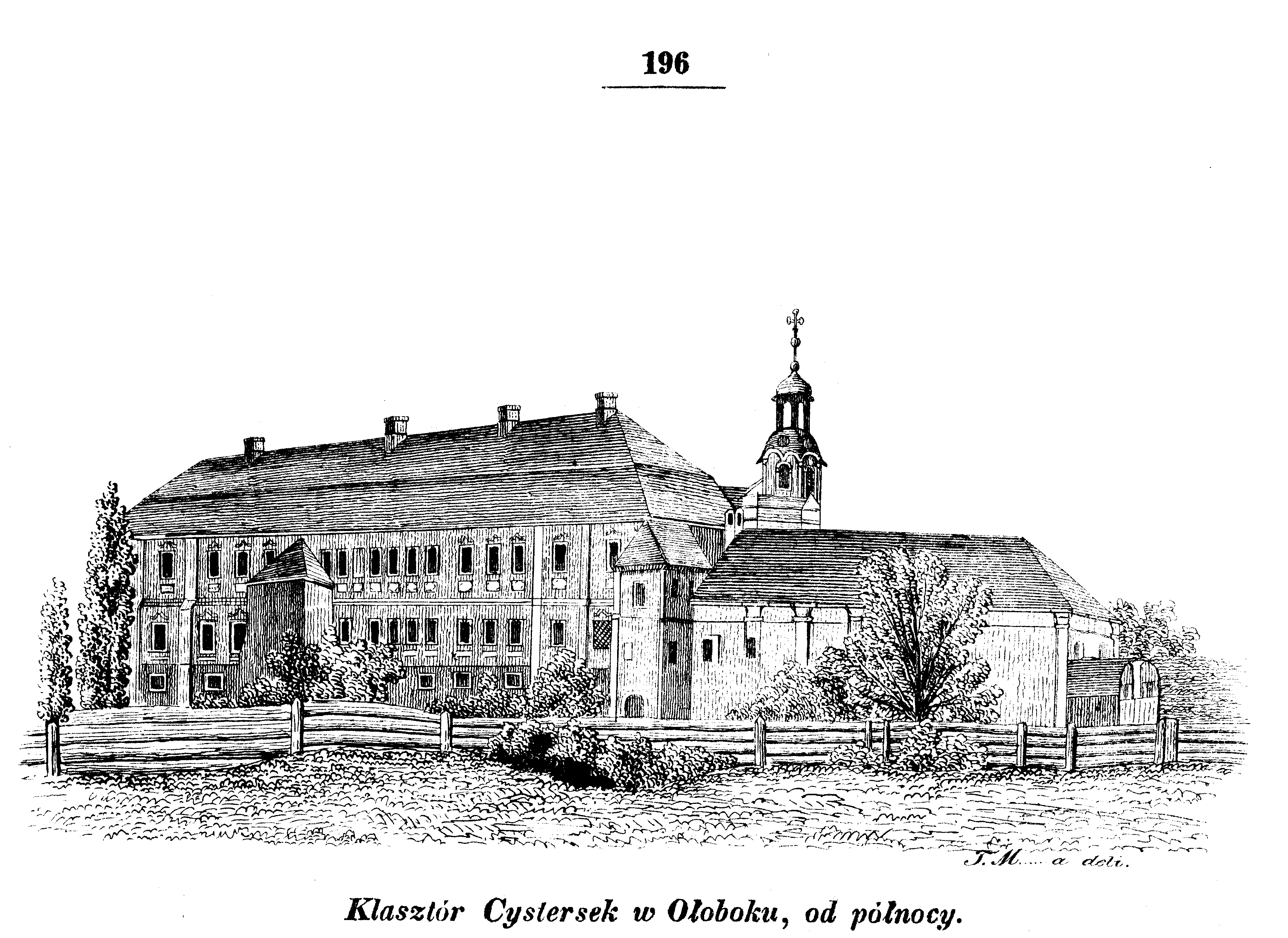
Rycina z "Przyjaciela Ludu" z roku 1841

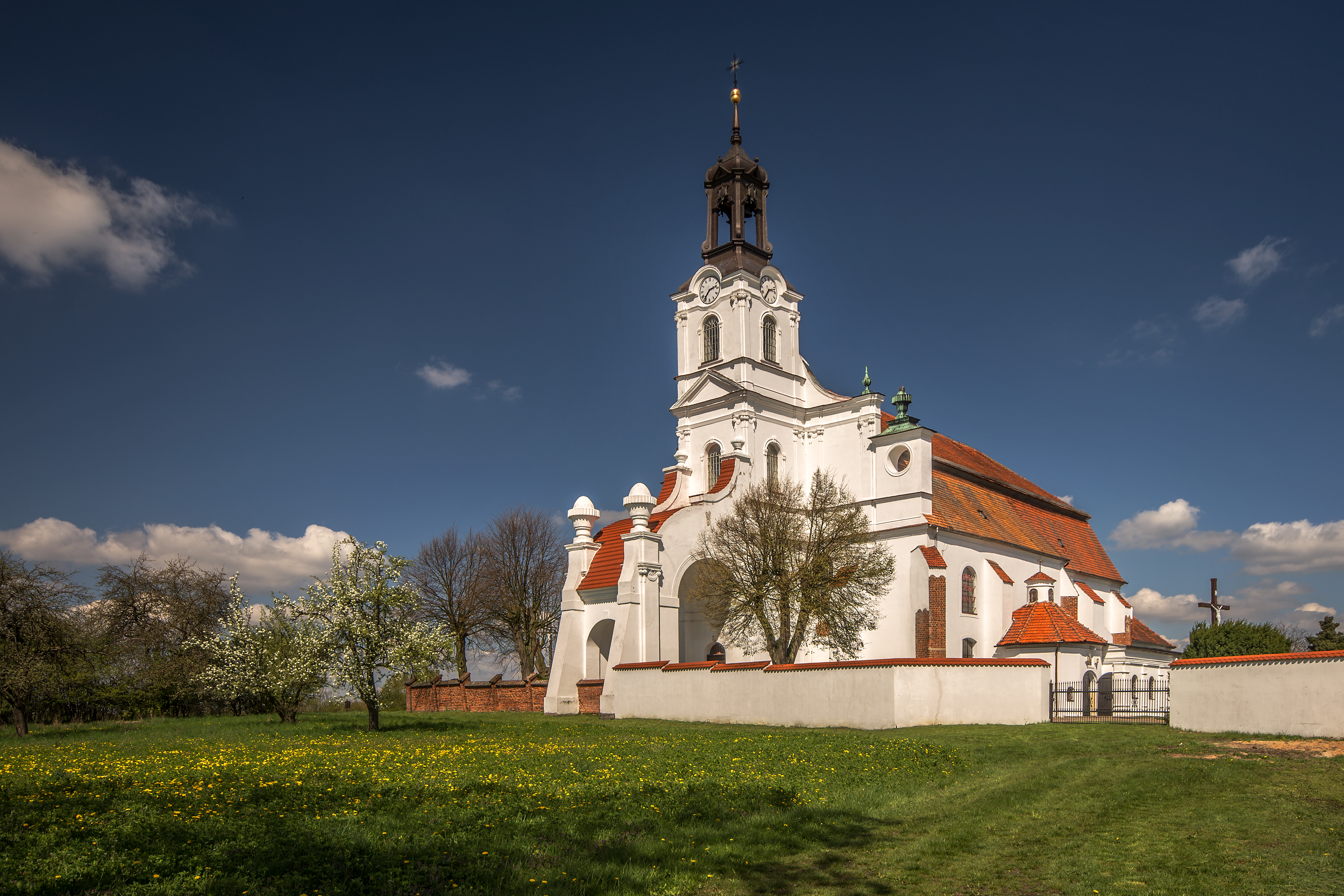
Ołobok Kościół św Jana Ewangelisty

Konwent cysterek w Ołoboku – zgromadzenie sióstr cysterek istniejące w latach 1211–1864 w Ołoboku (według Słownika Geograficznego Królestwa Polskiego).

## Historia
We władanie klasztoru ołobockiego w roku 1245 weszły wsie Konarzewo, Pudliszki, Chróścin, Mieleszyn, Ochędzyn, Skomlin i Łubnice z tym warunkiem, że gdyby cysterki wyniosły się z Łubnicy to wszystkie posiadłości przypadłyby klasztorowi staniąteckiemu a jeśli nie to powinny one przyjąć z następującymi posiadłościami Ołobok, Janówka, Chróścin, Nosków, Myślanów, Doruchów, Brzozę i Kurów.
W roku 1250 otrzymał klasztor łubnicki pozwolenie osadzania na prawie niemieckim wsi Ochędzyn, Ołobok, Mieleszyn i Skomlin. W 1253 roku synowie Odonica – Bolesław i Przemysł zezwalają na wolne targi w Ołoboku i Łubnicy, nadając posiadłościom klasztornym obszerne wolności tudzież dodali Baranów i Dzietrzkowice. Bolesław zwraca w roku 1277 klasztorowi Mieleszyn, który był zamienił na Białą spod Wielunia. W 1303 kasztelan kaliski Ubysław  nadał temu klasztorowi dwie wsie Białą oraz Radostów .
W r. 1519 na synodzie gnieźnieńskim prymas Jan Łaski publicznie zarzucił cysterkom z Ołoboka "nieobyczajny żywot".
Rozporządzeniem króla pruskiego z 28 lipca 1796 roku odebrano dobra klasztoru. Przed likwidacją klasztor posiadał następujące wsie: Łubnice, Namysłaki, Białą, Chróścin, Dzietrzkowice, Kaliszkowice Ołobockie , Ochędzyn, Ołobok, Radcztów (Rudczdowo) i Wielowieś. Rząd pruski płacił skromne pensje wymierającym zakonnicom. W dniu 28 lutego 1864, po śmierci ostatniej cysterki Florianny Wiewiórowskiej, klasztor stanął pustką (ostatnia przeorysza Rozalia Korczyńska zmarła 2 lutego 1864). W 1881 roku został sprzedany na licytacji publicznej.
W prawie nienaruszonym stanie przetrwał natomiast kościół poklasztorny, wzniesiony na przełomie XV i XVI wieku w stylu gotyckim i znacznie przebudowany w duchu baroku pod koniec XVII wieku. Wieżę dzwonniczą od strony zachodniej dobudowano do niego w latach 80. XVIII wieku.

## Literatura
- Aleksander ANDRZEJEWSKI, Leszek KAJZER, Marcin LEWANDOWSKI, Klasztor w Ołoboku w badaniach archeologicznych roku 1997, „Acta Universitatis Lodziensis”. Seria: Folia Archaeologica, z. 23 (2001), t. 2, s. 103-116/117
- Stawski Antoni Kazimierz Monografia Czastar. GOK, Czastary, 1994. ISBN 83-902800-5-1.
- Wasylewski Kazimierz - "Klasztor i kobieta".
- Stanisław Karwowski, Klasztor PP. Cysterek w Ołoboku, Roczniki Towarzystwa Przyjaciół Nauk Poznańskiego, Tom XXVI. Zeszyt I